# 块茎芹属
块茎芹属（学名：Krasnovia）是伞形科下的一个属，为多年生草本植物。该属仅有块茎芹（Krasnovia longiloba）一种，分布于中亚。